# Don Bosseler
Don Bosseler (Wethersfield, Nueva York; 24 de enero de 1936-Atlanta, Georgia; 6 de noviembre de 2024) fue un jugador estadounidense de fútbol americano que participó durante siete temporadas en la NFL con los Washington Redskins en la posición de fullback, jugó un Pro Bowl y fue incluido en el Salón de la Fama del Fútbol Americano Universitario en 1990.

## Carrera

### Universitario
Bosseler fue el fullback titular en sus cuatro temporadas con los Miami Hurricanes. En su último año en 1956 guio al equipo a un récord de 8-1-1, por lo que fue nombrado All-American por la Associated Press y como MVP en el Senior Bowl. En sus cuatro temporadas corrió para 1,642 yardas.
Bosseler pasó a ser miembro del University of Miami Sports Hall of Fame en 1970.

### Profesional
Bosseler fue seleccionado en la novena posición global del Draft de la NFL de 1957 por los Washington Redskins, equipo con el que jugó sus siete temporadas como profesional en las que corrió para 3,112 y anotó 22 touchdowns hasta su retiro en 1964, además de una selección al Pro Bowl en 1959.

## Tras el retiro
Al retirarse como jugador, pasó a ser analista en radio para los Miami Dolphins, cargo que ocupó por poco tiempo luego de pasar a ser vicepresidente de Prudential Bache en Miami.